# Меркю-Гаррабе
Меркю́-Гаррабе́ (фр. Mercus-Garrabet) — коммуна во Франции, находится в регионе Юг — Пиренеи. Департамент коммуны — Арьеж. Входит в состав кантона Тараскон-сюр-Арьеж. Округ коммуны — Фуа.
Код INSEE коммуны — 09188.
В состав коммуны входят три посёлка Меркю, Гаррабе, Амплен, и две деревни Жарна и Крокье.

## Население
Население коммуны на 2008 год составляло 1143 человека.
| 1962 | 1968 | 1975 | 1982 | 1990 | 1999 | 2008 |
| ---- | ---- | ---- | ---- | ---- | ---- | ---- |
| 713  | 869  | 944  | 972  | 925  | 1005 | 1143 |

## Экономика
В 2007 году среди 710 человек в трудоспособном возрасте (15—64 лет) 523 были экономически активными, 187 — неактивными (показатель активности — 73,7 %, в 1999 году было 70,3 %). Из 523 активных работали 467 человек (248 мужчин и 219 женщин), безработных было 56 (31 мужчина и 25 женщин). Среди 187 неактивных 56 человек были учениками или студентами, 63 — пенсионерами, 68 были неактивными по другим причинам.

## Достопримечательности
- Церковь, построенная в XII веке из гранита
- Мост Дьявола

## Фотогалерея

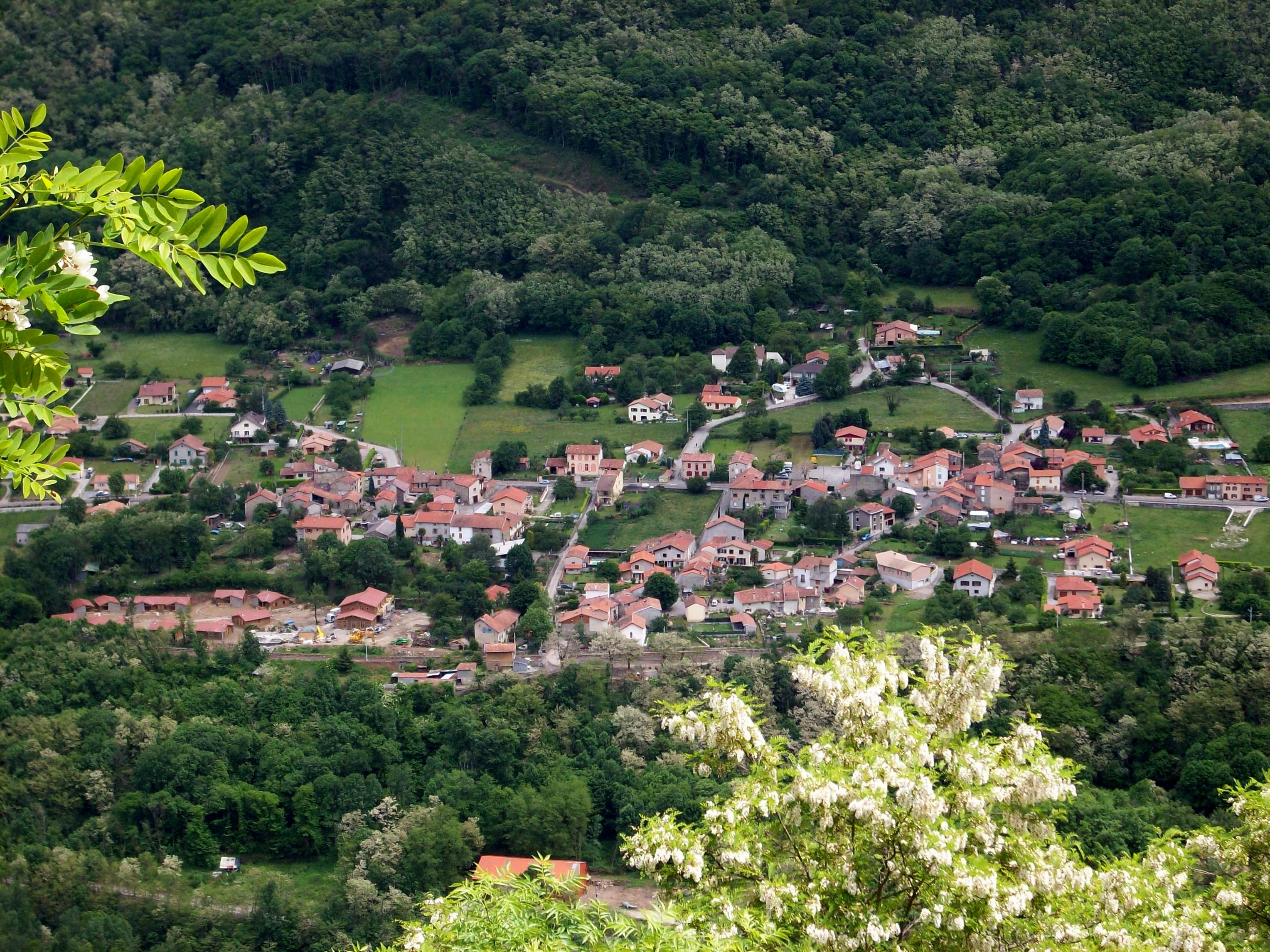
Меркю-Гаррабе
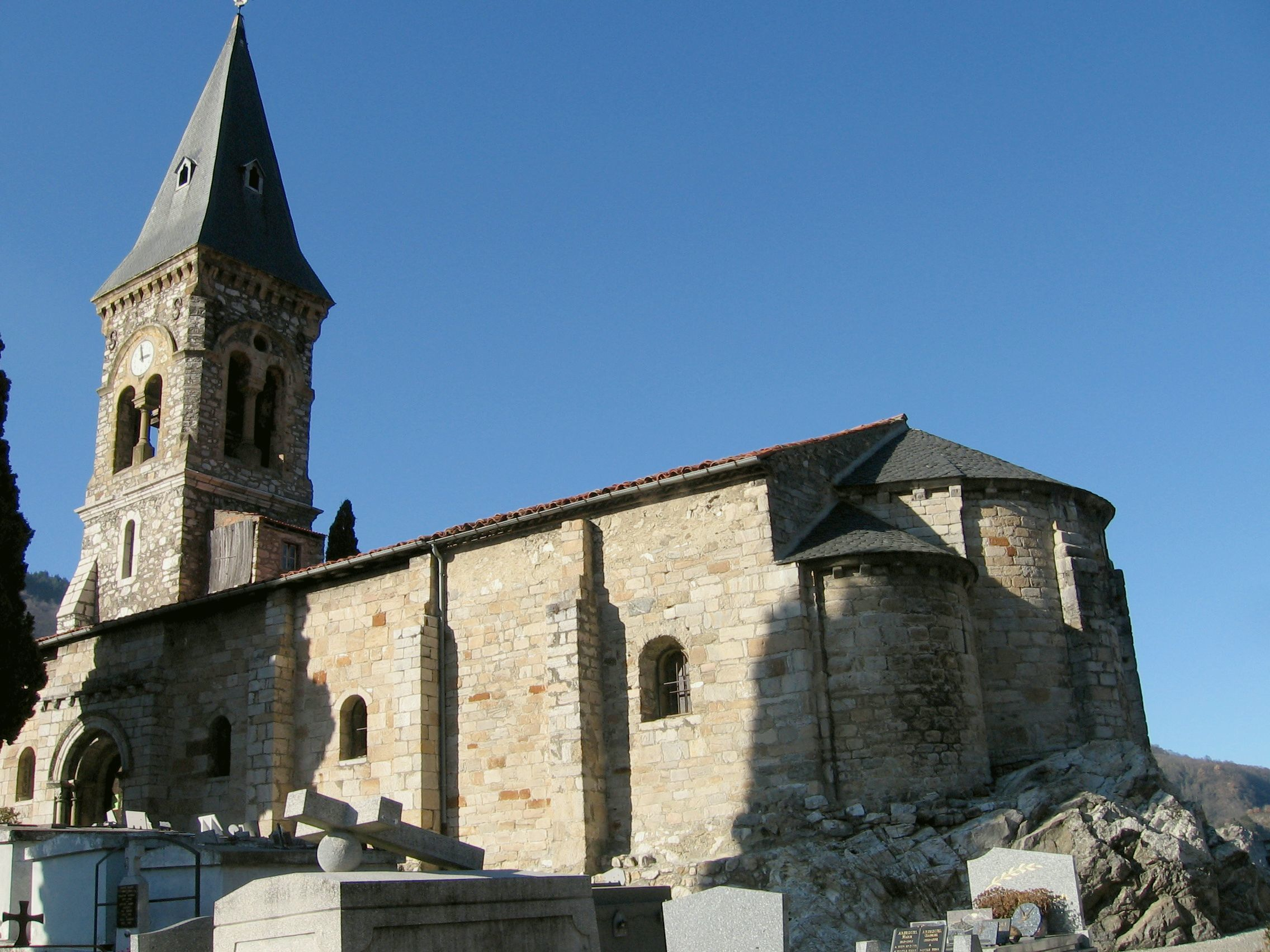
Церковь
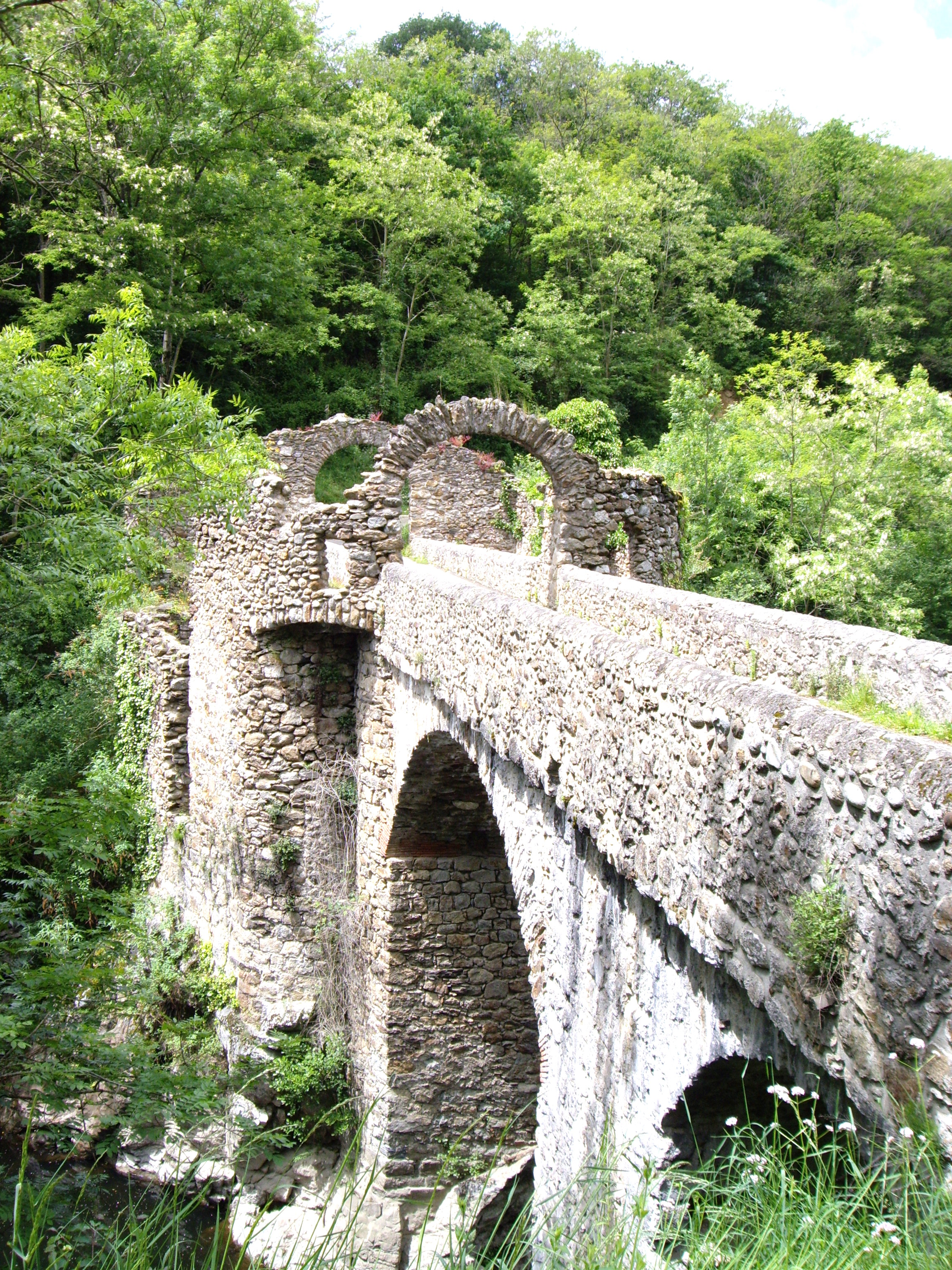
Мост Дьявола